# Igreja Presbiteriana Fundamentalista do Brasil
A Igreja Presbiteriana Fundamentalista do Brasil é uma denominação cristã reformada brasileira formada no ano de 1956, em Recife, Pernambuco pelo reverendo Israel Gueiros. Em 2019, tinha 5 presbitérios, 37 igrejas, 5 seminários e 1.639 membros, presentes em vários estados brasileiros. É sétima maior denominação presbiteriana do Brasil.

## História

### Fundamentalismo presbiteriano nos Estados Unidos
Nos Estados Unidos durante as década de 1920 e 1930 houve uma grande tensão no meio presbiteriano pela controvérsia fundamentalista-liberal, o que ocasionou a criação de um conselho por John Gresham Machen para que, no envio de missões, fossem enviados apenas missionários fundamentalistas. Porém a Igreja Presbiteriana do país pediu a dissolução do conselho. A recusa de Machen e outros pastores resultou na suspensão de tais ministros e a criação da Igreja Presbiteriana Ortodoxa, e posteriormente a Igreja Presbiteriana Bíblica.

### Movimento no Brasil
A Igreja Presbiteriana do Brasil foi fundada no país por missionários norte-americanos, e com o movimento fundamentalista norte-americano surgiu na igreja brasileira a ideia de combate ao liberalismo e modernismo.
Em 1956 Israel Gueiros, um professor do Seminário Presbiteriano do Norte, acusou a igreja brasileira de ser controlada por missionários estrangeiros, de apoio da denominação ao Concílio Mundial de Igrejas e de tolerância à Teologia Liberal.
Após desentendimentos entre professores, o reverendo Israel Gueiros foi deposto pelo Presbitério de Pernambuco no ano de 1956. No mesmo ano fundou outro seminário e uma nova denominação presbiteriana, a Igreja Presbiteriana Fundamentalista do Brasil. No seu início a igreja contava com 1.800 membros. Atualmente a igreja possui congregações na região Nordeste, Norte e Sudeste do Brasil.
Em 1962, a Igreja Presbiteriana do Brasil (IPB) firmou entendimentos contra o Ecumenismo amplo. Na década de 1990, as penalidades contra o Rev. Israel Gueiros foram anuladas. Consequentemente, a maior parte das igrejas federadas à IPFB voltou à IPB entre 1990 e 1999. Em 1997, a IPFB reorganizou o seu Sínodo e neste ano firmou um acordo evangelístico com a Igreja Presbiteriana Coreana Betesda, de São Paulo.
Nos década de 2000 e 2010, a IPFB recebeu ajuda de missionários americanos e coreanos na evangelização, razão pela qual voltou a crescer.  O Presbitério de Rondônia era formado em 2010 por três igrejas e duas congregações, sendo uma das localizações da igreja na região norte com quase 100 membros. Foram fundadas novas igrejas em Ipojuca (2000), João Pessoa (2004), Petrolina (2005), Tabira (2005), Jardim São Francisco - Limeira (2006), São José do Egito (2006), Castainho - Garanhuns (2006), Cambirimba - Garanhuns (2006), Jupi (2006), Parque Novo Mundo - Limeira (2006), Camaragibe (2007), Juazeiro (2008), Aldeia - Camaragibe (2008), Piracicaba (2009).
Igualmente, foram fundados, entre 2000 e 2018, 5 seminários, o que possibilita aos 5 presbitérios enviar candidatos à ordenação ao seminário localizado na sua região.

## Estatísticas
| Ano  | Igrejas e congregações | Membros |
| ---- | ---------------------- | ------- |
| 1956 | 27                     | 1.800   |
| 1997 | 25                     | 1.790   |
| 2005 | 17                     | 1.256   |
| 2008 | 17                     | 1.325   |
| 2017 | 37                     | 1.639   |

Na década de 1990, a denominação perdeu igrejas e membros, que decidiram retornar à Igreja Presbiteriana do Brasil. Após este declínio, a denominação voltou a crescer em 2005 e atingiu 1.639 membros em 2017. Nestes 12 anos, a denominação cresceu 30,5% no número de membros. No mesmo período, a população brasileira cresceu 11,66%.
Em 2019, a denominação tinha 5 presbitérios: Sertão, Rondônia, Garanhuns, Grande Recife e Paulista.

## Doutrina
A igreja subscreve os símbolos de fé de Westminster, que são a Confissão de Fé de Westminster, Catecismo Maior de Westminster e Breve Catecismo de Westminster.
Além disso, como sugere o nome, a igreja considera-se fundamentalista, ou seja, afirma a inerrância bíblica, nascimento virginal, morte vicária e ressurreição de Jesus, além de afirmar que ocorrerá a segunda vinda de Cristo.

## Relações inter-eclesiásticas

### Igreja Presbiteriana do Brasil
Atualmente a Igreja Presbiteriana do Brasil (IPB) também é considerada fundamentalista, ou seja, afirma as mesmas doutrinas descritas acima. Sendo assim, a igreja de Recife, que foi a igreja mãe da Igreja Presbiteriana Fundamentalista voltou a integrar a IPB, na década de 1990.
Na década de 1990, várias igrejas federadas a IPFB voltaram à IPB, inclusive a Primeira Igreja Presbiteriana de Recife. Desde então, embora não haja relação oficial entre as denominações, existe uma relação cordial entre os pastores e membros das duas denominações.

### Igreja Presbiteriana Bíblica
A Igreja Presbiteriana Bíblica dos Estados Unidos é uma de suas principais parceiras, enviando missionários e mantendo relações fraternais desde sua fundação.

### Igreja Presbiteriana Coreana Betesda
Desde 1997, a denominação tem parceria especial com a Igreja Presbiteriana Coreana Betesda, de São Paulo, que auxilia na fundação de igrejas e seminários.

## Seminários
- Seminário Presbiteriano Fundamentalista em Limeira (Limeira, São Paulo)[1]
- Seminário Presbiteriano Fundamentalista em Recife (Recife, Pernambuco)[1]
- Seminário Presbiteriano Fundamentalista em Porto Velho (Porto Velho, Rondônia)[1]
- Seminário Presbiteriano Fundamentalista no Sertão (Patos, Paraíba)[1]
- Seminário Presbiteriano Fundamentalista em Garanhuns (Garanhuns, Pernambuco)[1]